# Ahmed Sadat
Ahmad Sa'adat (även transkriberat från arabiska till Ahmed Sadat/Saadat) är en palestinsk militant ledare — generalsekreterare för PFLP. Han har haft denna post sedan oktober 2001, då han efterträdde Abu Ali Mustafa sedan denna dödats av Israel, organisationens huvudsakliga fiende. 
Efter att PFLP dödat den israeliska turistministern Rechevam Zeevi arresterade den palestinska myndigheten Sadat. Sadat hölls fånge i al-Mukata, Yassir Arafats högkvarter i Ramallah. Israel beslutade att ockupera området, för att få Sadat utlämnad. Arafat gick inte med på det, utan gick istället med på att han skulle hållas i ett fängelse i Jeriko, och övervakas av internationella fångvaktare från USA och Storbritannien. Där hölls han också, enligt det internationella avtalet. Han hade vissa friheter, och höll bland annat presskonferenser på fängelset.
Men samtidigt restes palestinska och internationella röster för att han skulle släppas fri. Palestinas Högsta Domstol friade honom och beordrade att han skulle släppas fri, men det hörsammades inte. Den palestinska myndigheten påstod att det var för Sadats säkerhet - om han skulle släppas fri skulle Israel antagligen döda honom, men PFLP godtog inte den anledningen. Inte förrän Yassir Arafats efterträdare Mahmud Abbas tog vid blev det aktuellt med ett frisläppande.
Men innan det hade hunnit så långt hade Israel tagit Sadat i sitt förvar. Detta i en uppmärksammad belägring av fängelset i Jeriko, den 14 mars, en kvart efter att de internationella observatörerna lämnat fängelset. Belägringen pågick till långt in på kvällen, för att Sadat slutligen skulle överlämnas. Belägringen och beskjutningen av fängelset resulterade i att tre civila palestinier dödades.
Israeliska myndigheter åtalade Sadat för att ha lett en illegal terroristorganisation och fann honom ansvarig för de terrorattacker som PFLP utfört. Sadat dömdes till 30 års fängelse av en israelisk domstol.